# Ероуз A3
Ероуз A3 е болид който се състезава за отбора на Ероуз през сезоните 1980 и 1981.
| Години | Отбори                                           | Двигатели  | Пилоти                                                         |
| ------ | ------------------------------------------------ | ---------- | -------------------------------------------------------------- |
| 1980   | Варстейнер Ероуз Рейсинг Тийм                    | Косуърт V8 | Рикардо Патрезе / Манфред Винкелхок / Йохен Мас / Майк Тхакуел |
| 1981   | Варстейнер Ероуз Рейсинг Тийм Ероуз Рейсинг Тийм | Косуърт V8 | Рикардо Патрезе Сайгфриед Стох and Жак Вилньов ст.             |